# Фишово (Новгородская область)
Фишово — деревня в Демянском районе Новгородской области России. Входит в состав Ильиногорского сельского поселения.

## География
Деревня находится в южной части области, в зоне хвойно-широколиственных лесов, вблизи деревень Зелёная, Заручевье, Пахомовщина, примерно в 7 км от села Ильина Гора.

## Климат
Климат района характеризуется как умеренно-континентальный с относительно коротким нежарким летом и продолжительной сравнительно мягкой зимой. Среднегодовая температура воздуха — 4,5 °C. Средняя многолетняя температура самого холодного месяца (января) составляет −9°С (абсолютный минимум — −50 °C), средняя температура самого тёплого (июля) — 17 °С (абсолютный максимум — 36 °С). Безморозный период длится 120—130 дней. Среднегодовое количество осадков составляет 600-700 мм, из которых большая часть выпадает в тёплый период. Устойчивый снежный покров сохраняется в течение 130-140 дней.

## Население
| 2010 |
| ---- |
| 0    |

## История
Решением Новгородского облисполкома № 201 от 17 мая 1984 года был упразднён Острешневский сельсовет, а Фишово было передано в состав Ильиногоского сельсовета.

## Достопримечательности
В деревне протекает река «горного типа» Кунянка, приток реки Явонь.